# Гилдей, Майкл
Майкл Гилдей (англ. Michael Gilday; род. 5 января 1987) — канадский шорт-трекист, выступавший за сборную Канады в первой половине 2010-х годов. Двукратный чемпион мира, победитель и призёр этапов Кубка мира, участник зимних Олимпийских игр в Сочи. Окончил Университет Калгари в степени бакалавра коммерции.

## Биография
Майкл Гилдей родился в городе Икалуит Северо-Западных территорий (ныне территория Нунавут). Он начал кататься на коньках в возрасте четырех лет в 1991 году по примеру одного из друзей.
Он был чемпионом Западной Канады 2003 года в категории несовершеннолетних в лыжных гонках. По окончании старшей школы поступил в Университет Калгари. В Калгари в течение шести лет имел возможность тренироваться на олимпийской конькобежной арене, затем переехал в национальный тренировочный центр в Монреале. На соревнованиях представлял конькобежный клуб "Yellowknife Speed Skating Club".
Уже в сезоне 2008/09 составлял конкуренцию сильнейшим шорт-трекистам страны, дебютировал на этапах Кубка мира, в частности на одном из этапов занял второе место. Он установил рекорды Канады в 2009 году на дистанциях 500 м и 1500 м и пытался пройти отбор на домашние Олимпийские игры в Ванкувере, однако на отборочных стартах финишировал на дистанции 1500 метров лишь вторым, для квалификации ему не хватило всего 0,13 секунды.
Первого серьёзного успеха на взрослом международном уровне добился в сезоне 2010/11, когда вошёл в основной состав канадской национальной сборной и побывал на чемпионате мира в Шеффилде, откуда привёз награду золотого достоинства, выигранную совместно с Шарлем Амленом, Оливье Жаном и Франсуа Амленом в эстафете на 5000 метров. Также в том сезоне добился наибольшего успеха в Кубке мира — одержал победу в дисциплине 1500 метров на этапе в Квебеке (эта победа оказалась для него единственной в личном зачёте мировых кубков).
Сезон 2011/12 практически полностью вынужден был пропустить, так как на тренировке перед этапом Кубка мира в Москве в результате падения на льду получил травму плеча и затем долго восстанавливался. На открытом чемпионате Канады он занял свое лучшее 3-е место в общем зачете в 2012 году. В 2013 году выступил на чемпионате мира в Дебрецене, где вновь стал чемпионом в эстафете — при этом его партнёрами были Оливье Жан, Шарль Курнуайе и Шарль Амлен. 
Благодаря череде удачных выступлений Гилдей удостоился права защищать честь страны на зимних Олимпийских играх 2014 года в Сочи — в мужском личном зачёте на дистанции 1500 метров сумел дойти до полуфинала и разместился в итоговом протоколе соревнований на 17 строке, тогда как в эстафете с братьями Амлен и Оливье Жаном занял итоговое шестое место.
Вскоре после окончания сочинской Олимпиады объявил о завершении карьеры профессионального спортсмена.

## Личная жизнь
Семья Гилдея была награждена 2007 "Gagné Family Award" за их вклад в конькобежный спорт в Канаде, а сам Майкл был назван младшим спортсменом года Северо-Западных территории в 2007 и 2008 годах. 
Его хобби и интересы включают катание на лыжах, на горных велосипедах, пешие прогулки и проводить время на свежем воздухе. Его двоюродная сестра, Лила Гилдей, является певицей и автором песен.